# Saverio Tenuta
Saverio Tenuta (Roma, 14 maggio 1969 – Roma, 3 agosto 2023) è stato un fumettista e illustratore italiano.

## Biografia
Dopo aver conseguito il diploma all'accademia di Belle Arti di Roma in pittura, iniziò a lavorare come grafico pubblicitario e incisore. Esordì come autore di fumetti nel 1992, collaborando con diversi editori, fra i quali Cierre per Arthur King, Casa Editrice Universo per Intrepido, RCS, Phoenix e altri. Con Phoenix pubblicò Cold Graze - risvegli di ghiaccio e Gli Incubi tecnologici di Saverio Tenuta. Lavorò anche negli Stati Uniti con Dolls per la Sirius, su testi di Lorenzo Bartoli, pubblicato successivamente anche in Italia, tratto dal libro Bambole edito da Fanucci. Collaborò poi anche con la Event Comics. Dal 2003 lavorò sia per il mercato italiano (ad esempio con uno speciale di Morrigan) che USA, per la DC Comics e con la rivista Heavy Metal. Nel 2006 iniziò la collaborazione con l'editore francese Les Homanoïdes Associés, per il quale pubblicò La Légende des Nuées Écarlates, in quattro volumi, e che verrà poi tradotta in italiano (La leggenda delle nubi scarlatte), in tedesco, in spagnolo e in inglese. Nel 2007 una sua storia venne pubblicata sulla rivista giapponese Mandala, edita da Kōdansha. Nel 1995 iniziò a insegnare fumetto e tecniche di disegno in scuole di settore e nel 2010 costituì il Daishō Studio, un atelier dove seguì i suoi allievi e sviluppò nuovi progetti di fumetto e illustrazione.

## Opere
La Leggenda delle Nubi Scarlatte Izuna vol.1 Kamigakushi
Magic Press 2010-2011
La Leggenda delle Nubi Scarlatte Izuna vol.2 Namaenashi
Magic Press Ottobre 2018-2023
La Maschera di Fudo
Magic Press 2017